# Agrypnie
Ne doit pas être confondu avec Insomnie, Procrastination du sommeil ou Procrastination de vengeance à l'heure du coucher.
Cet article concerne le trouble du sommeil. Pour le groupe allemand de metal extrême, voir Agrypnie (groupe).
 Mise en garde médicale
L'agrypnie est une perte totale prolongée du sommeil, soit au cours de diverses maladies rares dont elle constitue alors un symptôme, soit provoquée volontairement.

## Agrypnie provoquée
L'agrypnie peut être provoquée à titre expérimental, pour étudier les effets de la privation de sommeil. La plus longue agrypnie provoquée prouvée par enregistrement électroencéphalographique est de 264 heures (11 jours) (à comparer aux ~2 800 h (> 116 jours) d'insomnie quasi totale observée dans des cas pathologiques). Elle a été réalisée lors d'une expérience auprès de Randy Gardner.
Au cours du XXe siècle, différentes tentatives pour utiliser l'agrypnie comme traitement de la dépression ont été essayées sans succès.

## Agrypnie comme symptôme
La plupart du temps, même lorsque des patients se plaignent d'insomnie totale, les enregistrements électroencéphalographiques du sommeil montrent qu'ils dorment toujours un peu et de manière fractionnée, laissant une impression d'insomnie complète. Des cas d'insomnie totale ont cependant été rapportés dans les maladies suivantes :
- Encéphalite
- Trouble thyroïdien sévère provoqué par surdosage en hormonothérapie ou à la suite des pathologies d'origine thyroïdienne, ou hypothyroïdie
- Chorée fibrillaire de Morvan : un cas a notamment été rapporté au cours de cette maladie rare avec quatre mois sans sommeil, sans trouble de la mémoire ni de l'attention, mais avec des hallucinations nocturnes importantes[3]
- Acrodynie
- Insomnie fatale familiale

## Traitements médicamenteux
Différents traitements médicamenteux permettent de soulager ce symptôme, il est par exemple possible de prescrire un antihistaminique sédatif voire un médicament plus puissant tel qu'un neuroleptique voire une benzodiazepine ou un antiépileptique (dont l'effet secondaire est la somnolence). Ces traitements sont toutefois inefficaces lorsqu'il s'agit d'insomnie fatale familiale.
À l'inverse, un stimulant ou un nooanaleptique peut être proposé pour soulager les symptômes d'un manque de sommeil aigu ou chronique, tel que la caféine, le modafinil, la pseudoéphédrine, le phenylpiracétam, l'aniracétam, le méthylphénidate, le pitolisant, la théophylline, les antidépresseurs stimulants (tricycliques, fluoxétine) le flumazénil, ou encore la nicotine. Certains de ces stimulants et nootropes pouvant causer une accoutumance, ils ne doivent pas être utilisés de façon chronique. 
Le risque plus élevé de rhume dû au manque de sommeil peut être réduit par la supplémentation en zinc. Le risque plus élevé de diabète de type 2 peut être réduit par une bonne alimentation. Cependant, un manque de sommeil important voire une privation de sommeil complète peut causer la mort, en particulier si la personne souffre également d'une maladie chronique.
Toutefois, le meilleur moyen de supprimer les symptômes du manque de sommeil est de dormir soit plus, soit mieux, de changer ses habitudes de vie, ou de soigner une éventuelle maladie chronique qui en serait la cause.